# تفاعل كيميائي

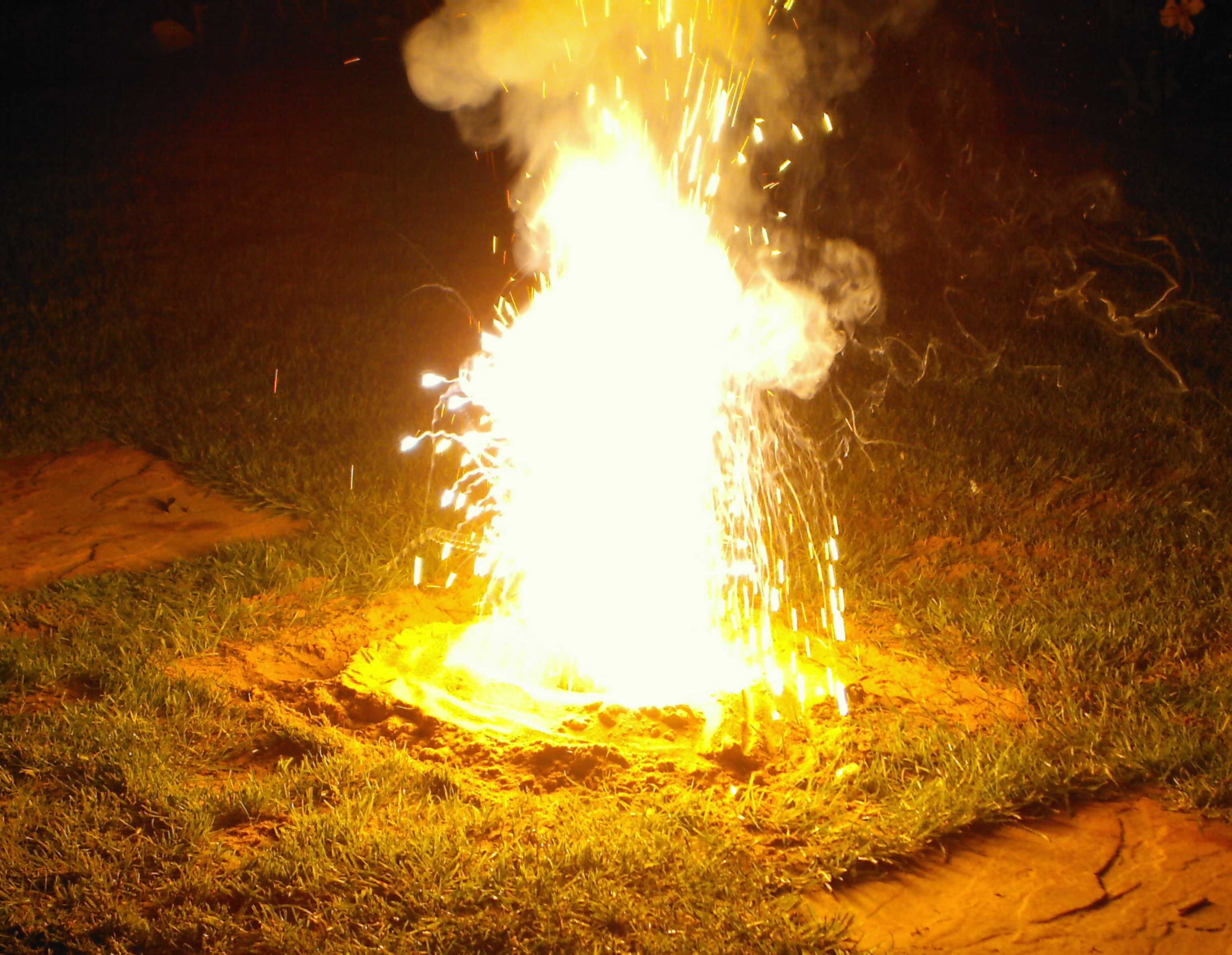
تفاعل الثرميت يستخدم مسحوق أكسيد الحديد والألومنيوم.

التفاعلات الكيميائية هي تكسير الروابط الكيميائية الموجودة بين جزيئات المواد المتفاعلة؛ لإنتاج روابطَ جديدة، بين جزيئات المواد الناتجة من التفاعل، ما يؤدي إلى تكوين موادَّ جديدة مختلفة، في صفاتها الكيميائية والفيزيائية معًا.
التفاعلات الكيميائية تشمل تغير ترتيب الذرات في الجزيئات الكيميائية، وفي هذا التفاعل نشهد اتحاد بعض الجزيئات بطرق أخرى لتكوين مركَّب أكبر أو أعقد، أو تفكك المركبات لتكوين جزيئات أصغر، أو إعادة ترتيب الذرات في المركب. والتفاعلات الكيميائية تشمل عادة تكسير أو تكوين روابط كيميائية.
التفاعلات الكيميائية تؤدّي دورًا كبيرًا في أيض الكائنات الحية، وفي التمثيل الضوئي للنباتات التي تمدنا بالغذاء والأكسجين. والتنفس تفاعل كيميائي. والاحتراق تفاعل كيميائي، بما فيه من تفاعلات أكسدة تتم في محرك الاحتراق الداخلي الذي يسيّر السيارات.
- تفاعلات أكسدة-اختزال
- تفاعل الاحتراق.

## أنماط التفاعلات
تُصنّف التفاعلات الكيميائية بطرق مختلفة، تعتمد على ناحية معينة من نواحي التفاعل، تُقسّم على أساسها، أو على أساس الفرع الكيميائي الذي تندرج ضمنه. بعض الأمثلة للمصطلحات المستخدمة، لوصف الأنواع الشائعة من التفاعلات:
- تزامر Isomerisation، وفيه يخضع المركب الكيميائي لإعادة ترتيب بنيته بدون تغيير في تركيبه الكيميائي، أي أن جزيء المادة يغير شكله فقط (انظر تزامر فراغي) stereoisomerism.
- اتحاد مباشر Combination reaction أو اصطناع وفيه يندمج مركبان كيميائيان أو أكثر ليُكوّنا مركبًا كيميائيًا واحدًا معقدًا.

(2H2 (gas) + O2 (gas) → 2H2O (liq
في هذا التفاعل يتفاعل الهيدروجين والأكسجين فينتجا ماء. هذا التفاعل يكون شديداً إذا كانت نسبة الهيدروجين إلى الأكسجين 1:2 على التوالي، ويسمى ذلك المخلوط مخلوط انفجاري ويكون مصحوبا بنشر حرارة كبيرة (تفاعل ناشر للحرارة). في نفس الوقت يسمى هذا النوع من التفاعل تفاعل غير عكوس لأنه يسير في اتجاه واحد فقط من اليسار إلى اليمين.
- تحلل كيميائي: أو تحليل: وفيه يُفكّك المركب الكيميائي إلى مركبات أصغر أو إلى العناصر المكون منها، لنفترض هنا حالة تحليل الماء:

(2H2O (liquid) → 2H2 (gas) + O2(gas
رأينا أعلاه أن تفاعل الأكسجين والهيدروجين يكون عادة تفاعل غير عكوسي ويسير من اليسار إلى اليمين ويكون مصحوبا بنشر حرارة كبيرة نظرا لأنه تفاعل ناشر للحرارة. ولكن يمكننا أن نسيّر التفاعل في الاتجاه العكسي كما نرى في حالتنا هنا وهو تحلل الماء إلى عنصريه الأكسجين والهيدروجين، ويمكننا ذلك عن طريق إجراء شغل من الخارج بواسطة مصدر كهربائي. تمد الطاقة الكهربائية الماء بكمية الطاقة المعادلة لما ينتجه تفاعل الأكسجين والهيدروجين أثناء اتحادهما لإنتاج الماء، بذلك نتغلب على تماسك الماء ونُسيّر التفاعل في الاتجاه العكسي. في مثل تلك التفاعلات لا بد من إمداد النظام بطاقة أو حرارة من الخارج لكي يسير تفاعل في اتجاهه العكسي (طبقا لالقانون الثاني للديناميكا الحرارية).
- تفاعل استبدال أحادي Single displacement reaction: وفيه يتم استبدال عنصر من مركب كيميائي بعنصر آخر أكثر فاعلية كيميائية:

(2Na(cr) + 2HCl (aq) → 2NaCl (aq) + H2 (gas
في هذا التفاعل ينفاعل الصوديوم (مادة صلبة) مع حمض الهيدروكلوريك (سائل) وينتج كلوريد الصوديوم ويتحرر غاز الهيدروجين. هذا التفاعل غير عكوسي بسبب انفصال غاز الهيدروجين بمجرد تكونه ويترك المحلول.
- تفاعل استبدال ثنائي Double displacement reaction أو استبدال مقترن coupling substitution، وفيه يقوم مركبين كيميائيين في محلول مائي (عادة يكونان بشكل شاردي) بتبادل عناصر أو أيونات من مركبات مختلفة:

(NaCl (aq) + AgNO3 (aq) → NaNO3 (aq) + AgCl (s
في هذا التفاعل يستبدل الصوديوم ذرة الكلور بجزيء النترات NO3 ويصبح "ملح" نترات الصوديوم، وفي نفس الوقت يتحد أيون الفضة مع أيون الكلور ليكون "ملح " كلوريد الفضة ".
- احتراق Combustion : وفيه تتحد مادة قابلة للاحتراق مع عنصر مؤكسِد لينتجا حرارة ومركب مُؤكْسَد:

C10H8 (g) + 12O2 (g) → 10CO2 (g) + 4H2O (l)
و تفاعل الاحتراق معهود لنا فنحن نعرف احتراق الخشب في الهواء أو احتراق الغاز الطبيعي، وفيهما يتحد الكربون مع الأكسجين فينتجا حرارة وثاني أكسيد الكربون.
بعض فروع الكيمياء تعتبر أي تغيرات ضئيلة في التشكيل الكيميائيchemical conformation بمثابة نوع من أنواع التفاعل، في حين يعتبره آخرون مجرد تغير فيزيائي.
تصنيفات أخرى للتفاعل الكيميائي:
- تفاعلات عضوية
- تفاعل شاردي (أيوني)
- تفاعل جذري (جذور كيميائية)
- تفاعل الكربين

تُصنّف التفاعلات أيضًا حَسَب اتجاه سير التفاعل:
- تفاعلات تامة (أي تتحول جميع المتفاعلات إلى نواتج بعد زمن معين طال أو قصر)
- تفاعلات انعكاسية (لا تتم حتى نهايتها، ويتواجد جزء من المتفاعلات إلى جانب النواتج في إناء التفاعل مهما طال الوقت)

## توازن كيميائي

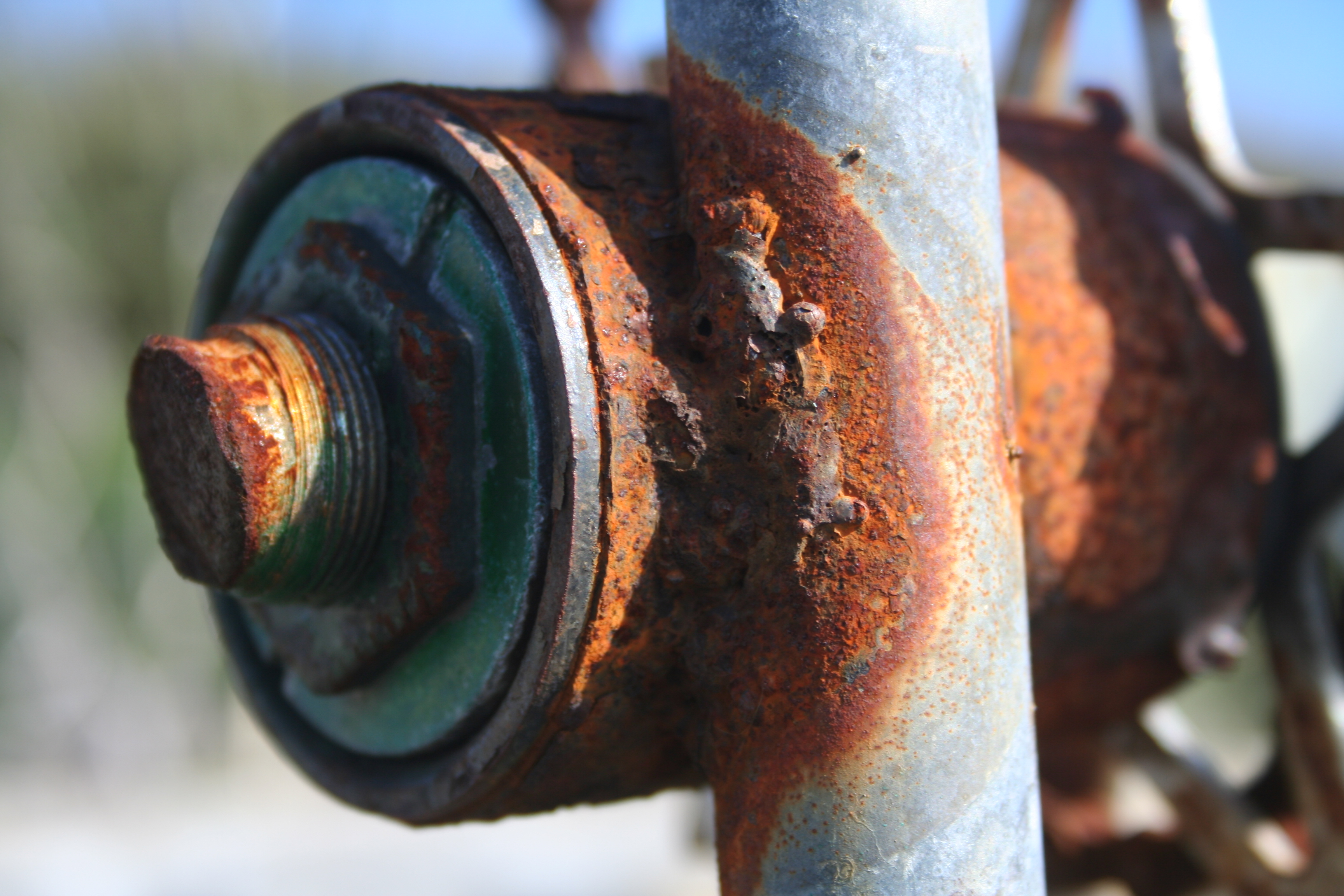
صدأ الحديد - تفاعل كيميائي سرعته بطيئة.

يمكن للتفاعل الكيميائي الذي يسير في وسط متجانس (سائل فقط، أو مادة صلبة فقط، أو حالة غازية فقط) أن يسير في اتجاهين متعاكسين. فعندما تتفاعل مادتان مع بعضهما مكونة مركب ثالث، فعادة يوجد هذا المركب الثالث في حالة مفككة مكونة من المادتين المتفاعلتين. يسير التفاعل عادة في الاتجاهين المتضادين وتحدث «منافسة» بين المواد الداخلة للتفاعل والمواد الناتجة، ويتميز كل اتجاه بمعدل تفاعل خاص به يعتمد على خواص المواد. ونظرا لأن معدلات التفاعل تعتمد أيضا على تركيز كل من المواد، فهي تتغير أيضا بمرور الزمن. وتقترب بمرور الزمن سرعتي اتجاهي التفاعل متى تتساوى السرعتان أو المعدلان. عندئذ لا يتغير تركيز كل مادة من المواد في المخلوط ونصل إلى حالة توازن يسمى توازن كيميائي.
ويعتمد موقع التوازن على خواص المواد المتفاعلة، وتعتمد عل درجة الحرارة والضغط ويحددها ما يسمى بالطاقة الحرة. وكثيرا أن نستخدم المشتق التفاضلي للإنثالبي الحر أو تفاضل الإنثالبي الحر للتفاعل، والذي لا بد وأن يصبح مساويا للصفر عند التوازن الكيميائي.
وقد عبر العالم الكيميائي شاتلييه عن اعتماد سرعة التفاعل على الضغط بما يسمى مبدأ لو شاتيليه حيث يحاول نظام موضوع تحت ضغط عالي أن يجعل تأثير الضغط أقل ما يمكن.
في تلك الحالة تكون نواتج التفاعل قد وصلت إلى نهاية عظمى، حيث إنه بزيادة إنتاج نواتج تزداد سرعة التفاعل العكسي وتتساوى سرعتي التفاعل في الاتجاهين عند بلوغ التوازن. ونستخدم في الكيمياء طريقة لزيادة إنتاج النواتج وذلك بسحب (أو جني) جزء منها من المخلوط المتفاعل حيث نغير بذلك وضع التوازن، أو عن طريق زيادة الضغط على المواد المتفاعلة أو رفع درجة حرارة النظام.

## ترموديناميكا التفاعل الكيميائي
يتعين سير التفاعل الكيميائي على قوانين الترموديناميكا. فهي تحدد إلى أي مدى يسير التفاعل مثلا من اليسار إلى اليمين حيث تتحد مواد داخلة في التفاعل مع بعضها البعض منتجة نواتجا للتفاعل. ولكي يسير التفاعل لا بد وأن ينخفض الإنثالبي الحر أثناء التفاعل. ويتكون الإنثالبي الحر من دالتي حالة مختلفتين هما الإنثالبي والإنتروبية. وترتبط القيمتان بعضهما البعض في المعادلة العامة للإنثالبي الحر.

{\displaystyle \Delta G=\Delta H-T\cdot \Delta S}
حيث:
G: الإنثالبي الحر،
H: الإنثالبي،
T: درجة الحرارة،
S: إنتروبيا،
Δ: التغير في كل قيمة، وتسمى «دلتا».
ويمكن أن يكون التفاعل الكيميائي تفاعل ناشر للحرارة، وفيه تكون ΔH سالبة الإشارة وتصبح طاقة حرة تطهر في صورة حرارة متولدة عن التفاعل. ويمكن أن يُنتِج فقد الطاقة المتحررة من التفاعل بنية بلورية منتظمة يميزها أنتروبيا منخفضة. مثال على تفاعل ناشر للحرارة تنخفض فيه الانتروبيا تفاعلات ترسيب الأملاح وتفاعلات التبلور (تكوين بلورات) حيث تتكون فيها نواتج منتظمة أو بلورية من تفاعل غازات أو سوائل لا تميزها بنايات منتظمة.
وتوجد تفاعلات ماصة للحرارة تسير بامتصاص الحرارة من الجو المحيط، أو معمليا نزودها بالحرارة من الخارج بتسخينها. وتسير تلك التفاعلات عندما تزداد أنتروبيتها، والمقصود عنا إنتروبية النظام. وقد يكون يزايد انتروبية النظام عن طريق نواتج غازية، حيث إن الغازات تمتلك إنتروبيا كبيرة.
ونظرا لأن الإنتروبيا تعتمد على درجة الحرارة وتزداد بارتفاعل درجة الحرارة، تسير التفاعلات التي تحددها الإنتروبية مثل التفكك بنشاط مع زيادة درجة الحرارة. أما التفاعلات الي تعتمد على الطاقة مثل التبلور فهي تنشط بخفض درجة الحرارة. ويُحدد اتجاه التفاعل بتغيير درجة الحرارة.
مثال:
سندرس حالة توازن كيميائي يعرف بتوازن بودوارد:
{\displaystyle \mathrm {CO_{2}+C\rightleftharpoons 2\ CO} ;\quad \Delta H=+172{,}45\ \mathrm {kJ\cdot mol} ^{-1}}
هذا تفاعل ثاني أكسيد الكربون مع الكربون الذي ينتج أول أكسيد الكربون وهو تفاعل يمتص حرارة أي يحتاج إلى حرارة من الخارج لكي يسير. لهذا فتكون حالة التوازن الكيميائي للتفاعل عند درجة حرارة منخفضة على ناحية ثاني أكسيد الكربون. وبرفع درجة الحرارة إلى 800 درجة مئوية وأعلى من ذلك يبدأ إنتاج أول أكسيد الكربون متزايدا مع درجة الحرارة، وذلك بسبب بسبب توايد الإنتروبية.

ويمكننا دراسة التفاعل الكيميائي من وجهة تغير الطاقة الداخلية للنظام. وتوصف الطاقة الداخلية لنظام بأنها دالة للإنتروبيا وتغير الحجم والكمون الكيميائي. ويعتمد الكمون الكيميائي على الفعالية الكيميائية لجميع المواد المتفاعلة، أي المواد الداخلة في التفاعل والمواد الناتجة من التفاعل.

{\displaystyle \mathrm {d} U=T\,\mathrm {d} S-p\,\mathrm {d} V+\mu \,\mathrm {d} n\!}
حيث:
U: طاقة داخلية،
S: إنتروبيا،
p: الضغط،
μ: كمون كيميائي (أو الجهد الكيميائي),
n: كمية المادة،
d: معامل التفاضل.
المعادلة تعطي تغير دوال الحالة للمواد قبل التفاعل وبعده.

## تقسيم التفاعلات الكيميائية حسب سرعتها
1. تفاعلات تتم في وقت قصير جدا، تفاعل انفجاري،
مثل: انفجار البارود، وانفجار مخلوط الهيدروجين والأكسجين..
2. تفاعلات ذات معدل بطيء نسبيا
مثل: تفاعل الزيوت مع الصودا الكاوية.
3.تفاعلات بطيئة جدا تحتاج لعدة شهور
مثل: تفاعل الهواء مع الحديد لتكوين صدأ الحديد
4. تفاعلات بطيئة جدا جدا تحتاج لآلاف أو ملايين السنين
مثل: تكوين النفط في باطن الأرض

### العوامــل المؤثرة في سرعـة التفاعــل
1عوامل أساسية (تحتاجها كل التحولات):
```
-تاثير درجة الحرارة 
-تاثير سطح التلامس 
-تاثير التركيب (المزيج)
```

2عوامل ثانوية (تحتاجها بعض التحولات):
```
-الضغط 
-الوسيط
```

-الزمن
-التركيز

## اعتماد سرعة التفاعل على درجة الحرارة
1- في عام 1884 صاغ الكيميائي الهولندى قاعدة تقريبية لاعتماد سرعة التفاعل الكيميائي على درجة الحرارة، وتسمى قاعدة فانت هوف.
2- وفي عام 1888 صاغ الكيميائي السويدي أرينيوس معادلته المسماة معادلة أرينيوس لاعتماد سرعة تفاعل كيميائي عل درجة الحرارة. ومعادلة أرينيوس أكثر دقة من قاعدة فانت هوف، حيث إنها تأخذ طاقة التنشيط في الحسبان.

## وصلات خارجية
- التحكم الكيميائي
- GCSE التفاعلات